# Rod Morgenstein
Rod Morgenstein (Nova Iorque, 19 de Abril de 1953) é um baterista estadunidense, conhecido por seu trabalho com as bandas Winger e Dixie Dregs.
Rod ganhou por 5 vezes consecutivas (1986-1990) o prêmio "Best Progressive Rock Drummer award (Reader’s Poll)" da revista Modern Drummer, e 1 vez "Best All-Around Drummer" (1999), pela mesma revista.
Em 2015, Rod apareceu na 44a posição da lista 60 Pesos Pesados da Bateria elaborada pela revista Roadie Crew.